# Кислування ґрунту
Кислува́ння ґру́нту — один з методів меліорації содових солонців шляхом внесення в ґрунт кислих хімічних речовин: сірчаної кислоти (H2SO4), сірки (S), сульфату заліза (FeSO4), сульфату алюмінію (Al2(SO4)3) та ін., які підвищують розчинність сполук кальцію (Ca+²) та нейтралізують соду. 
Реакція орієнтовно відбувається за такою схемою: [ҐКВК]2Nа+ + СаSО4 → [ҐКВК]Са2+ + Na2SO4 .